# 查塔姆吸蜜鳥
查塔姆吸蜜鳥（學名：Anthornis melanocephala）是紐西蘭特有及已滅絕的吸蜜鳥。查塔姆吸蜜鸟生存于新西兰的查塔姆岛中。在外形上，查塔姆吸蜜鸟与新西兰吸蜜鸟相似，但差别很大。
最后一次被观察到的时间是1906年，外来者所带来的疾病以及猫鼠、标本采集是造成查塔姆吸蜜鸟数量减少的主要原因。